# Aïn Béïda (Oum El Bouaghi)
Aïn Béïda (în arabă عين البيضاء) este o comună din provincia Oum El Bouaghi, Algeria.
Populația comunei este de 118.662 de locuitori (2008).